# Dobrusz
Dobrusz (białorus. i ros. Добруш) – miasto na Białorusi w obwodzie homelskim. Centrum administracyjne rejonu dobruskiego. 18,3 tys. mieszkańców (2010).
Znajduje się tutaj stacja kolejowa Dobrusz, położona na linii Briańsk – Homel.

## Historia
Pierwsze wzmianki o mieście pochodzą z 1335 roku. Wieś królewska położona była w końcu XVIII wieku w starostwie niegrodowym homelskim w powiecie rzeczyckim województwa mińskiego.
Podczas okupacji hitlerowskiej, w listopadzie 1941 roku Niemcy utworzyli getto dla żydowskich mieszkańców. Przebywało w nim około 500 osób. W kwietniu 1942 roku Niemcy zlikwidowali getto, a Żydów zamordowali. Sprawcami zbrodni było Sonderkommando 7a oraz białoruska policja. 
Miasto znajduje się w obszarze, który został silnie skażony przez opad promieniotwórczy związany z katastrofą w Czarnobylu.

## Zabytki

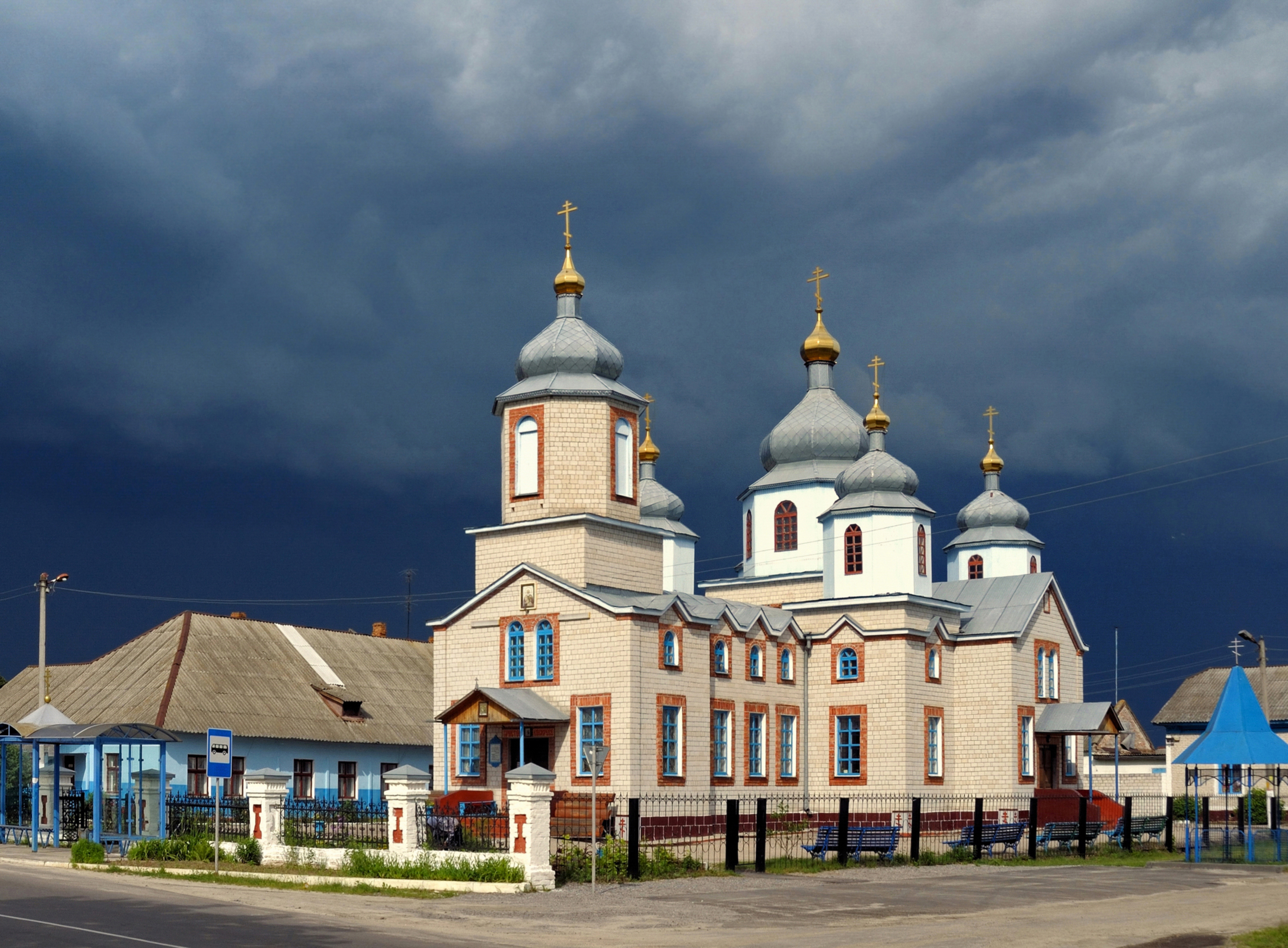
Sobór św. Mikołaja

- Sobór św. Mikołaja